# 佩諾鎮區 (密蘇里州派克縣)
佩諾鎮區（英語：Peno Township）是位於美國密蘇里州派克縣的一個行政鎮區。

## 地方資料
佩諾鎮區的面積為165.87平方千米，當中陸地面積為164.56平方千米，而水域面積為1.29平方千米。根據2020年美國人口普查的數據，當地共有人口948人，而人口密度為每平方千米5.72人。